# Magone (ammiraglio cartaginese)
Magone  (in greco: Μάγων) (fl. IV secolo a.C.) è stato un ammiraglio cartaginese.

## Biografia

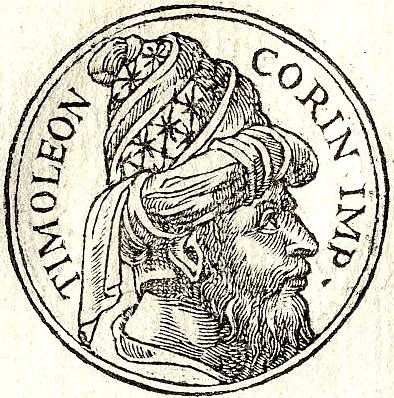
Ritratto di Timoleonte, dal Promptuarii Iconum Insigniorum (1553) di Guillaume Rouillé

Magone fu l'ammiraglio della flotta cartaginese in Sicilia nel 344 a.C.. Quando Timoleonte si creò signore della città di Siracusa, Iceta, trovandosi incapace di far fronte da solo al nuovo formidabile rivale, chiamò in suo aiuto Magone, il quale si presentò di fronte a Siracusa con una flotta di 150 triremi ed una forza militare di 50.000-60.000 uomini. Nonostante la grande forza armata a disposizione, Magone e Iceta non solo non ottennero alcun risultato significativo, ma non impaurirono neanche i difensori della cittadella, tanto che Neone, approfittando della assenza di entrambi, impegnati in una incursione contro Katana, riuscì a impadronirsi di Acradina.
A causa della inattività e della mancanza di vittorie, tra i cartaginesi e i loro alleati siracusani nacquero delle gelosie, così che alla lunga Magone iniziò a sospettare tradimenti e quando Timoleonte si avvicinò con un esercito, che era sensibilmente inferiore in numero di armati, il cartaginese fece salpare la sua flotta e ritornò a Cartagine. Il popolo cartaginese lo accusò di codardia, tanto che Magone, esasperato, pose fine alla sua vita, così da evitare un destino peggiore da parte dei suoi concittadini, i quali, però, esasperati, fecero crocifiggere il corpo senza vita dell'ammiraglio.